# Elias van der Hoeven
Elias van der Hoeven (1778 - Manheim, 26 februari 1858) was een Nederlandse diplomaat. In 1815 werd hij verheven tot de Nederlandse adel en mocht hij de titel van Jonkheer dragen. De documentatie van het geslacht Van der Hoeven gaat terug tot 1640.
Van der Hoeven was bevorderd tot Ridder in de orde van de Nederlandse Leeuw.
Hij was de neef van Philip Julius van Zuylen van Nijevelt wiens uitvinding van het schuffleschaak hij dermate verder ontwikkelde dat deze variant in de volksmond schaakspel "a la van der Hoeven" genoemd werd.

## Het schaakspela la van der Hoeven
Van der Hoeven heeft het schuffleschaak dat zijn oom Van Zuylen van Nijeveld had uitgevonden verder ontwikkeld. Wellicht heeft hij zijn bevindingen met Aaron Alexandre gedeeld, blijkens het feit dat laatstgenoemde de theorie verwerkt had in zijn Encyclopédie des échecs (1837). De eerste overgeleverde partijen van shuffleschaak is tussen deze twee heren gespeeld in Manheim in 1842, welke Alexandre won met 3-0. Eén van deze partijen is te vinden in Sissa, Nederlands eerste langlopende schaaktijdschrift, en toont een startpositie met twee vooruitgeschoven pionnen aan beide zijden. Een recenter partij gespeeld door van der Hoeven was tegen Baron von der Lasa (1818-1899). Het voldeed beter aan de huidige regels van random schaak, op de enkelgekleurde bisschop-paren na.
Een jaar later kwam Van der Hoeven op bezoek bij Willem Verbeek, de hoofdredacteur van Sissa. Verbeek en Hancock, Verbeeks Amsterdamse schaakmaatje in de jaren 1850, hadden zich voor de gelegenheid verdiept in het shuffleschaak, de eerste bevindingen waarvan in het Sissa tijdschrift beschreven zijn.
Van der Hoeven leek begaan met het spel dat door Van Zuylen van Nijevelt uitgevonden was. Hij had aanpassingen gemaakt, welke in 1837 in Alexandre’s encyclopédie waren gepubliceerd. Een verhandeling daarover werd nogmaals gepubliceerd in Sissa door ene T. Scheidius. Inmiddels werd naar deze variant verwezen als zijnde het “schaakspel, naar de wijze van Jhr. van der Hoeven” en “schaakspel à la van der Hoeven”.
Enige tijd na Van der Hoevens bezoek ontving Sissa schaakgenootschap een uitnodiging van schaakvereniging Philidor in Amsterdam in samenspraak met Van der Hoeven: zij nodigden schakers uit om een toernooitje schaak a la Verhoeven te spelen, met als doel de verspreiding van de kennis en populariteit van het schaakspel a la van der Hoeven. Het werd uiteindelijk een toernooi met zeven spelers uit Amsterdam, plus Van der Hoeven, die inmiddels 74 was.
- International Standard Name Identifier: 0000 0003 9220 2859
- Nederlandse Thesaurus van Auteursnamen: 070084459
- Virtual International Authority File: 286181391